# Ailanthus fordii
Ailanthus fordii är en bittervedsväxtart som beskrevs av Nooteboom. Ailanthus fordii ingår i släktet gudaträdssläktet, och familjen bittervedsväxter. Inga underarter finns listade i Catalogue of Life.